# エタンダールIV (航空機)
ダッソー エタンダールIV
エタンダールIV M
- 用途：攻撃、偵察、空中給油
- 分類：　
  - IV-M: 艦上戦闘・攻撃機[1]
  - IV-P: 艦上偵察・空中給油機[1]
- 設計者：ダッソー
- 製造者：ダッソー
- 運用者： フランス（フランス海軍）
- 初飛行：　
  - IV: 1956年7月24日
  - IV-M: 1958年5月21日[1]
  - IV-P: 1960年11月19日[1]
- 生産数：98機
- 運用開始：1962年
- 退役：2000年7月27日
- 運用状況：退役
- 派生型：シュペルエタンダール

ダッソー エタンダールIV（Étendard IV）は、フランスの戦闘攻撃機。フランス海軍に艦上戦闘攻撃機及び偵察機として採用された。Étendardとはフランス語で軍旗のこと。
ダッソーによりフランス空軍にシュペルミステールの技術を応用したミステールXXIV軽戦闘攻撃機として提案され、後に改名した試作戦闘攻撃機がエタンダールIVである。エタンダールIVは、NATOの計画に合致しなかったこともあって採用されなかったが、海軍向けに艦上機として再設計した戦闘攻撃機エタンダールIV M及び偵察機エタンダールIV Pとして採用された。このエタンダールIV Mを改良したものが、シュペルエタンダールである。

## 開発
1954年4月に開始された、NATOの軽戦術戦闘攻撃機計画（LWTSF：Light Weight Tactical Strike Fighter）は、ヨーロッパ各国空軍の必要性に合致した戦闘攻撃機の計画であった。計画ではイギリスのブリストル製オルフェウスエンジンを用いることが求められていたが、ダッソーは既に計画の進行していた要撃機ミステールXXII（後のエタンダールII）の延長線上に立案し、計画に合致したミステールXXVI（後のエタンダールVI）とは別にスネクマ製アター101Eエンジンを採用したミステールXXIVを提案、11月には空軍より試作機1機の発注を得た。
当時ミステールIVの発展型として計画されたシュペルミステール（ミステールXX）の技術を応用し、より小型ではあるがアフターバーナーを使用せずに遷音速に達する機体として設計が行われた。エタンダールIIの初飛行の翌日となる1956年7月24日に初飛行を行い、その後の空戦テストで当時のフランス空軍の主力戦闘機であったミステールIVを上回る好成績を残し、300機の調達が予定された。
しかし、その性能にもかかわらずオルフェウスエンジンを用いなかったことにより、1957年にNATOがLWTSFにG.91を選択したため落選。この結果を受けて空軍はミラージュIIIとその派生型に開発を一本化、エタンダールIVの調達計画はキャンセルされた。
一方、海軍では当時、艦載機として双発の軽戦闘機を求めていたが、1955年にエタンダールIVを低空における性能を重視した艦上戦闘攻撃機として再設計を発注、1957年にはエタンダールIV Mとして5機の試作型が生産されることとなった。エタンダールIV Mは、機体強度の向上、着艦装置及び高揚力装置の追加、レーダー及び航法装置の強化に加えエンジンをアター8Cとしたダッソー初の艦載機として、1958年5月21日に初飛行を遂げた。2番機は、主翼の折りたたみ機構とバディシステムによる空中給油システムを追加された。3番機は、エンジンをロールスロイスAvon Mk.51に変更し、ブロウンフラップを導入。4番機はローリングを抑止するためのフィンを、機首下部に装備した。地上テスト中に1機の試作機が爆発して失われ、最終的には6番機まで試作機が製造された。
1959年に偵察型30機を含む90機の発注が行われ、試作7番機が偵察型エタンダールIV Pの原型機として1959年9月に発注・製造され、1960年11月19日に初飛行した。エタンダールIV Pは、30mm機関砲を搭載せず受油用のプローブを収納することが出来ない代わりに、5基のカメラを搭載していた。
カタパルトを用いた発艦テスト及び着艦テストは、1960年にイギリス海軍の試験場にて行われ、続いてクレマンソー級航空母艦の一番艦クレマンソーで行われた。1962年にはクレマンソーに最初の部隊が展開した。
生産型の1番機は1961年7月26日に初飛行し、1961年12月9日から1965年5月26日までに69機のエタンダールIV Mと21機のエタンダールIV Pが生産された。後に、エタンダールIV Pの減耗分を補うため4機のエタンダールIV Mが偵察型に改造されエタンダールIV MPとなった。

## 運用
警備任務を除く実戦に投入されたのは、偵察任務のみである。
1. レバノン内戦（1983～84年）- 1983年及び1994年4月15日に地対空ミサイルに被弾し、特に後者の損害は大きなものであったが、共に帰還している。
2. ユーゴスラビア紛争（1993年～）
3. コソボ紛争（1999年）

エタンダールIV Mの運用は、実戦部隊では1980年代初頭まで、教育部隊では1991年まで続けられ、シュペルエタンダールによって更新された。エタンダールIV P及びエタンダールIV MPは、シュペルエタンダール搭載の偵察ポッドによって更新され、更新が完了した2000年7月28日に飛行隊が解隊している。

## 派生型
エタンダールIV（ミステールXXIV）
空軍に提案された戦闘攻撃機。試作機のみ。
エタンダールIV B
試作3番機。排気を利用したブロウンフラップを有する。
エタンダールIV M
戦闘攻撃機
エタンダールIV P
偵察機
エタンダールIV MP
1970年代にエタンダールIV Mを改造し、偵察機に変更した型

## 要目（エタンダールIV M）
出典: Taylor 1966, pp. 37–38
諸元
- 乗員: 1名
- 全長: 14.40 m （47 ft 3 in）
- 全高: 4.30 m （14 ft 2 in）
- 翼幅: 9.60 m（31 ft 6 in）
- 翼面積: 29.0 m2 （312 sq ft）
- 空虚重量: 5,900-6,200 kg （13,000-13,670 lb）
- 基本離陸重量: 8,170 kg （18,010 lb）
- 最大離陸重量: 10,275 kg （22,650 lb）
- 動力: スネクマ アター 8 ターボジェットエンジン、43.15 kN （9,700 lbf）  × 1

性能
- 超過禁止速度: 1,600 km/h （マッハ1.3）
- 最大速度: 1,260 km/h （マッハ1.02） ※高度36,000 ft、水平飛行時
- 失速速度: 220 km/h （119ノット）
- 戦闘行動半径: 600 km （324 nmi） ※低空攻撃任務時
- フェリー飛行時航続距離: 3,000 km （1,620 nmi）
- 実用上昇限度: 15,000 m （49,200 ft）
- 着陸滑走距離: 500 m (ドラッグシュート使用時)

武装
- 機内燃料のみの場合、最大1,360 kg（3,000 lb）まで搭載可能
- 固定武装: DEFA 30mmリヴォルヴァーカノン×2門
- ハードポイント: 
主翼下×4ヶ所: 増槽、爆弾、ロケット弾またはサイドワインダーAAM搭載可能